# Featheroides yunnanensis
Featheroides yunnanensis är en spindelart som beskrevs av Peng X., Yin C., Kim 1994. Featheroides yunnanensis ingår i släktet Featheroides och familjen hoppspindlar. Inga underarter finns listade i Catalogue of Life.